# Louis Fraser
Louis Fraser (Britse Rijk, 1819 of 1820 – 1883 of daarna) was een Britse zoöloog.
Over zowel de kindertijd als over de datum van overlijden van Fraser is weinig bekend. De huwelijksakte (17 februari 1844 met Mary Ann Harrison) is wel bekend. Zijn zoon Oscar werkte in 1888 als assistent in het Indian Museum in Calcutta (Brits-Indië). Louis Fraser werkte 14 jaar lang aan het museum van de Zoological Society of London. Hij heeft samengewerkt met Richard Owen en gecorrespondeerd met Charles Darwin. In 1841 was hij deelnemer aan een wetenschappelijke expeditie over de rivier de Niger.
Fraser beschreef nieuwe diersoorten, waaronder 35 vogelsoorten zoals Lord Derby's parkiet (Psittacula derbiana) en de kleine oehoe (Ketupa poensis).
- Bibliothèque nationale de France: cb17037753z (data)
- Gemeinsame Normdatei: 1024066509
- International Standard Name Identifier: 0000 0003 8096 993X
- Library of Congress Control Number: no2012109646
- Nederlandse Thesaurus van Auteursnamen: 155385399
- Système universitaire de documentation: 165026715
- Virtual International Authority File: 260375958
- WorldCat: E39PBJdmh8MDdm9KyFbxv9HBfq